# 新能源车

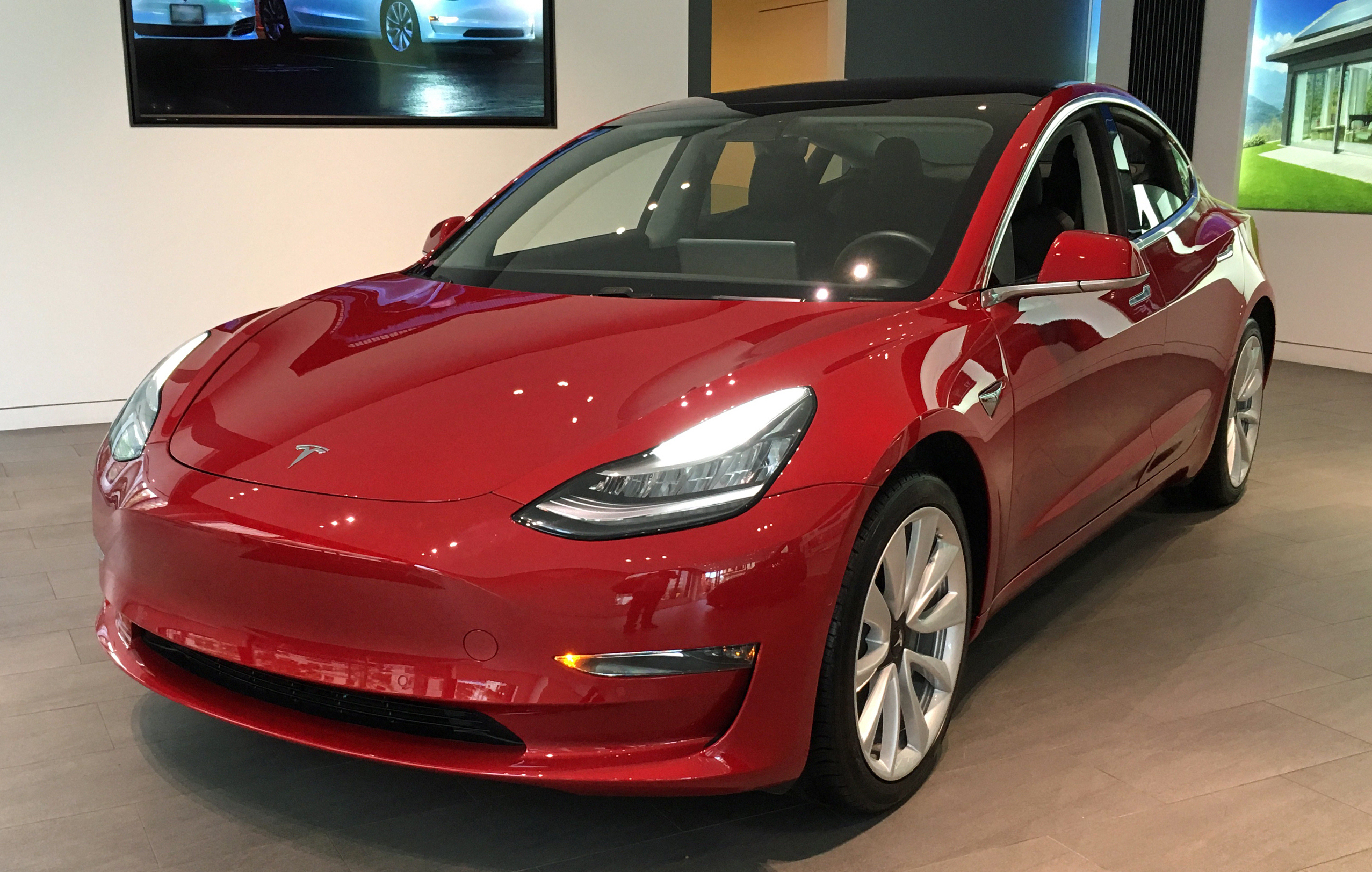
特斯拉Model 3新能源車

新能源車（英語：new energy vehicle）或稱替代燃料車（alternative fuel vehicle），是指不以传统化石燃料 （汽油、柴油或液化石油气）热机燃烧作为动能直接来源的车辆。“新能源车”一词本意是指不依赖燃烧各类燃料的替代能源車輛，通常专指由电动机直接驱动的电动车辆（EV），主要包括纯电动车(BEV)、太阳能车（SEV）和燃料电池车（FCEV），此外也可以包括倾向电能驱动但仍可额外使用传统燃料的混合动力电动车（HEV，主要分油电混动车和插电混动车两类，其中“新能源”一词主要指后者）和增程式电动车（REEV），共五大类型；“替代燃料车”一词则泛指任何使用非石油的替代燃料或生物燃料（如天然气 、甲醇、乙醇、丁醇、二甲醚和氢燃料等）、或使用可再生合成的常规燃料（生物汽油和生物柴油）的新型内燃机车辆。其它更小众的新能源车辆还包括使用機械能（如飞轮、壓縮空氣等高效机械储能器）的车辆，另外有一些更冷門的方案如斯特林發動機和六衝程內燃機等增加燃燒效率的設計，甚至核能等。
新能源车综合车辆的动力控制和驱动方面的先进技术原理，与传统汽车相比具有新动力、新技术、新结构。在車輛歷史的早期曾有很多使用汽油或柴油以外的能源的方案，或者有些可以用汽油或柴油但不用內燃機，可是因為這些車的成本效益低而被淘汰。在二十世紀七十年代起復興這類車，提倡新能源車是為了應付環保和石油危機需要，需要減少或放棄燃燒傳統的汽油或柴油驅動內燃機的現時主流車型。
中华人民共和国立法定义的新能源车包括三类：纯电动车（BEV）、插电混合动力车（PHEV）和燃料电池车（FCEV），这三类车型在中国大陆有政府补贴（预计在2020年之后取消）及出行便利（如在北京地区纯电动车不被限号限行）。中国汽车工业預計在2035年新能源車將取代传统燃油车成為銷售主流。

## 分類
新能源车的分類大致如下，以電動車、代用燃料的內燃機汽車、混合動力車等三大方案為主流，但還有人開發其他的方案：

### 以電力驅動

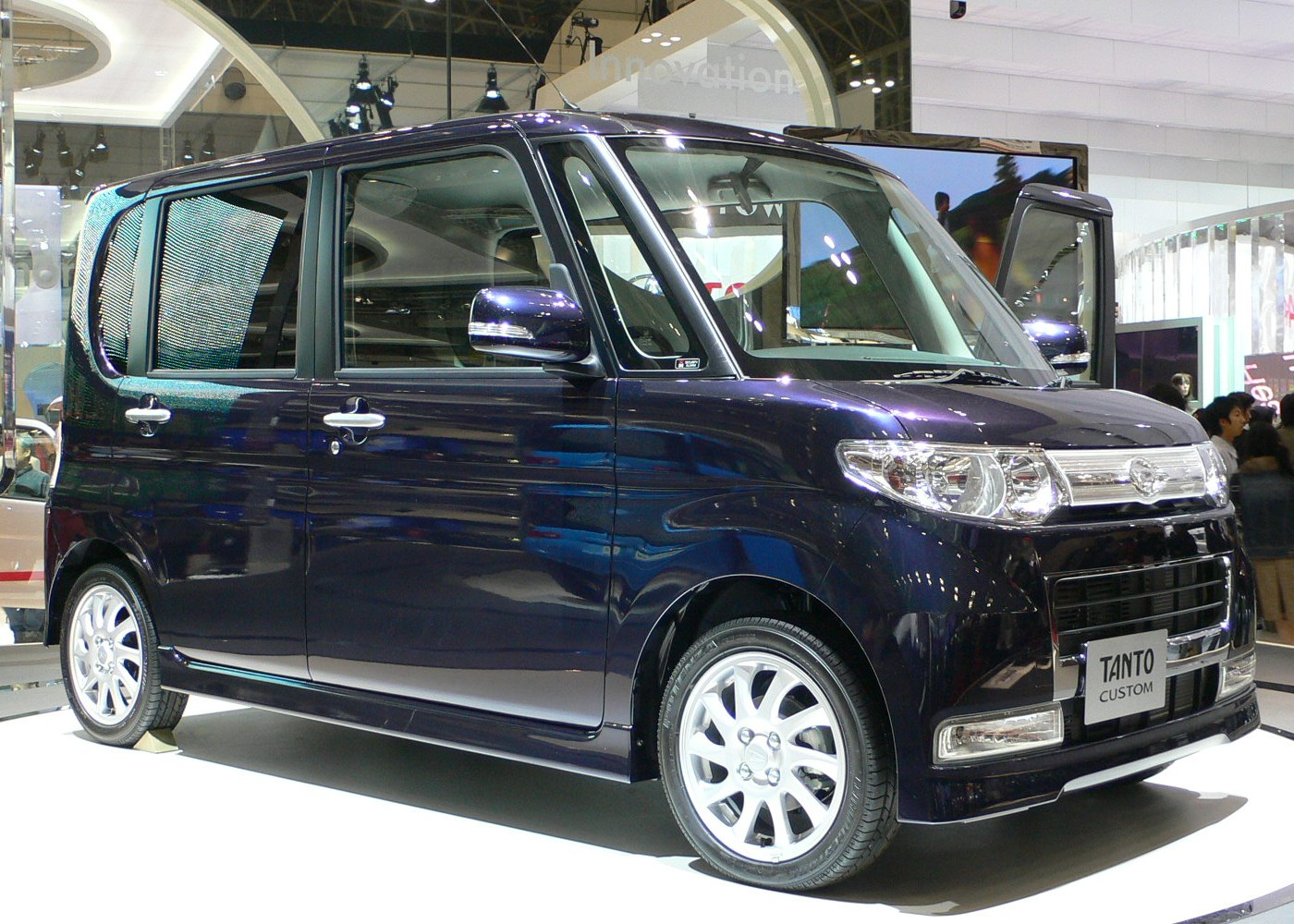
大发TantoFCHV 氢燃料电池概念车

因為構造簡單，較適合都市中的轎車，但在長途行車充電的問題，可能需要行駛中途以微波供電。而較大的車可以用無軌電車方式運作。
- 电力
  - 無線供電
  - 蓄电池，最有名的是特斯拉Model 3
  - 燃料电池，最有名的是丰田未来
- 太陽能

### 以代用燃料驅動
此類方案是繼續採用內燃機，但改用其他較廉價和低排碳的燃料，在十九晚期到二十世紀前期也和汽油車競爭過。作為新能源車的優點是較適合做電動車所不適合的重型車輛。
- 乙醇，如福特T型車起初是有使用酒精燃料的版本，但後因為買這車的人收入不高，只會買較低價的汽油版本而停產。
- 甲醇
- 生物柴油
- 氫氣
- 压缩天然气 (CNG)
- 液化石油气 (LPG)
- 液化天然氣
- 木煤氣在二戰前後流行過，如日本的木炭公車。

### 以混合动力驅動
使用两种及以上能源的车輛，主要指在内燃机基础上额外使用电能驱动电动机提供动力的车辆，主要包括：
- 混合动力车，用电动机辅助内燃机增加整体能量转换效率的车辆，最著名的有豐田普銳斯；
- 插混电动车，以可插入电网充电的电动机为主，以内燃机为备用辅助的车辆，最著名的有三菱欧蓝德PHEV和比亚迪的DM系列。

### 其他
其他低排放二氧化碳和能量換效率高的方案。
- 核能：全壽命不需要補充燃料和無廢氣，但要解決核廢料和放射線問題，將在第四代反應堆成功才可能實現。
- 機械能：使用像壓縮空氣和發條或飛輪等工具，可以近乎百分百把能量轉化。
- 蒸汽機：最早的汽車方案，但因為有鍋爐龐大和燒水費時與水在蒸發中流失的問題，可是能量轉化效率近乎百分百，尤其可能實現的斯特林發動機。
- 六衝程或八衝程發動機：雖然仍然是內燃機，但燃燒效率比現代的四衝程發動機高得多，而且和現代化汽車主要構造接近，所以也是一種有前途的方案。

## 在中國大陸的标准
中華人民共和國国务院办公厅关于加快新能源车推广应用指导意见要求，其地方政府承担新能源车推广应用主体责任。
2014~2016年，中央国家机关以及新能源车推广应用城市的政府机关及公共机构购买的新能源车占当年配备更新车辆总量的比例不低于30%。并要求统一新能源车标准和目录，破除地方保护政策。
此外，中华人民共和国工业和信息化部曾于2016年发布了《新能源汽车生产企业及产品准入管理规定》，该规定已于2017年7月1日在中国大陆实行。2020年7月30日，工信部修改了《新能源汽车生产企业及产品准入管理规定》，使得新能源汽车行业准入门槛进一步放宽。
2022年12月31日，中國大陸的新能源汽车购置补贴終止。不過2023年1月1日至2025年12月31日期间内購買的新能源汽车依舊免征车辆购置税。2026年1月1日至2027年12月31日期间購買的新能源汽车减半征收车辆购置税。

## 参阅
- 丁醇燃料
- 发动机控制器
- 氫動力汽車